# Illums Bolighus
Illums Bolighus er en dansk kæde af møbler og andre boligrelaterede ting. Det blev grundlagt i 1925, og var en del af stormagasinet Illum fra 1941 frem til 2005, men er i dag et selvstændigt selskab med filialer i flere lande.

## Historie
Forretningen blev grundlagt i 1925 under navnet BO af den danske forretningsmand Kaj Dessau. BOs koncept var ikke set før i verden, da ingen forretninger før havde integreret tekstiler og møbler i kombination med kunst. I 1941 blev forretningen overtaget af familierne, der også ejede stormagasinet A. C. Illum A/S, hvilket resulterede i et navneskifte til Illums Bolighus A/S.
I 1959 overtog Illum en eksklusiv møbelforretning, som siden er blevet til Illums Bolighus, efter at være udskilt i 1995.
Illums Bolighus har dog ikke i dag nogen form for tilknytning til stormagasinet Illum, da ejerskabet siden 2005 har ligget hos en investeringsgruppe med husets administrerende direktør Henrik Ypkendanz i spidsen.
Bygningsværket, som huser Illums Bolighus, er beliggende på Amagertorv i Københavns centrum og blev tegnet i 1961 af arkitekten Kay Kørbing. Illums Bolighus har udover forretningen på Amagertorv også to forretninger i Københavns Lufthavn, en i Tivoli, en i Kgs. Lyngby samt en forretning i Aarhus.
I efteråret 2006 åbnede den første udenlandske afdeling i det norske interior-center House of Oslo, efterfulgt af et Illums Bolighus i Hamngatan i Stockholms centrum i 2010. Sidst men ikke mindst åbnede Illums Bolighus en butik i 2012 i Emporia i Malmö. Illums Bolighus har en online shop og er også Kongelig Hofleverandør.